# (73438) 2002 MM2
(73438) 2002 MM2 – planetoida z pasa głównego asteroid okrążająca Słońce w ciągu 3,91 lat w średniej odległości 2,48 j.a. Odkryta 17 czerwca 2002 roku.